# Pasir Eurih
Pasir Eurih is een bestuurslaag in het regentschap Bogor van de provincie West-Java, Indonesië. Pasir Eurih telt 11.735 inwoners (volkstelling 2010).